# Andrea Vendramin

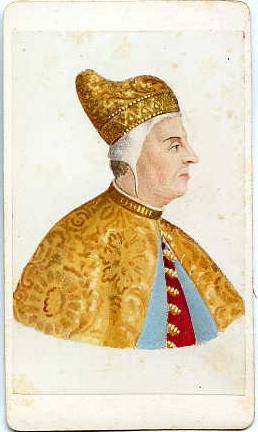
Doge Andrea Vendramin

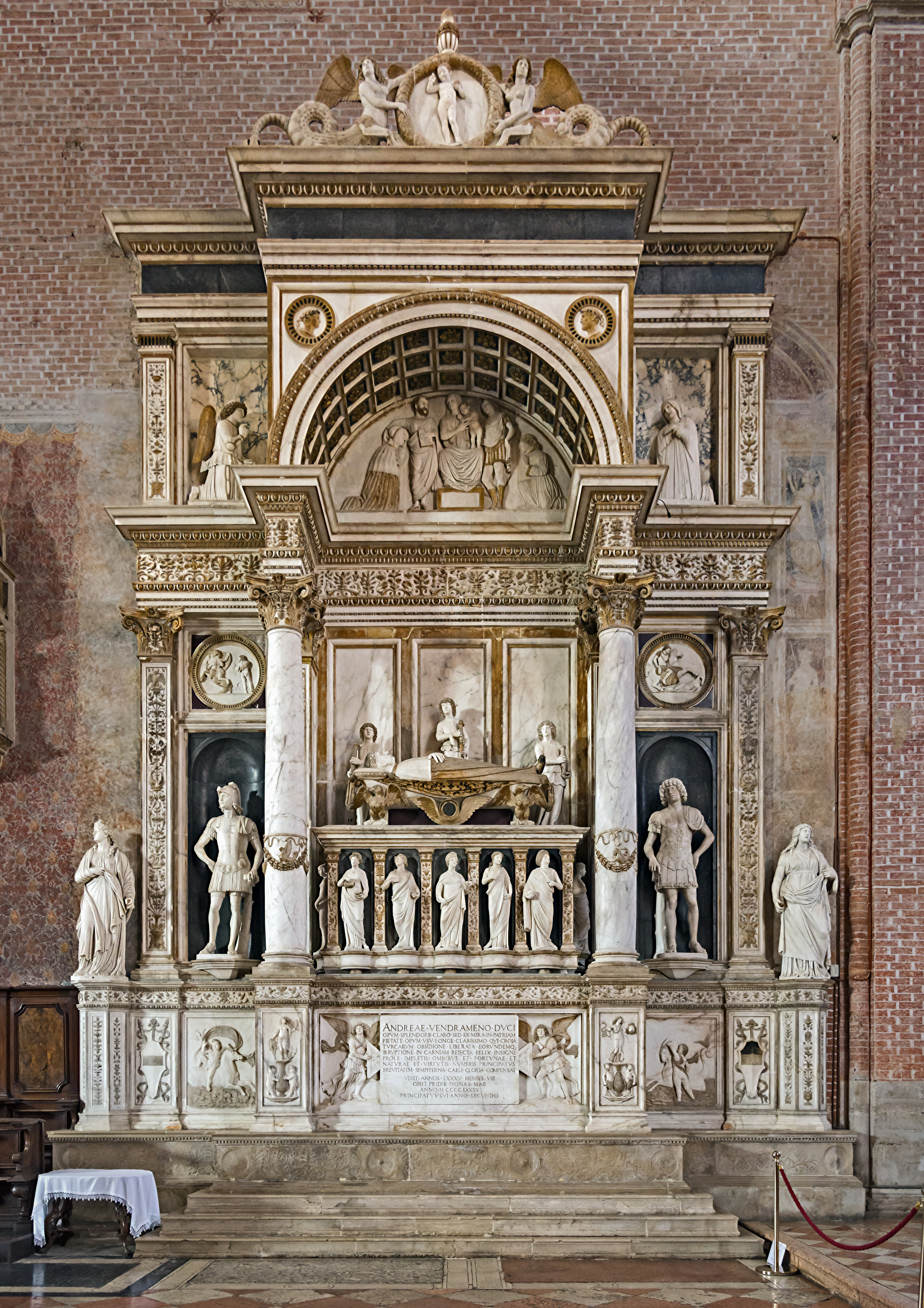
Praalgraf voor Vendramin, in de Santi Giovanni e Paolo

Andrea Vendramin (Venetië 1393 – Venetië, 5 mei 1478) was de 71e doge van Venetië. Hij regeerde kort (1476-1478), als 80-jarige, na een jarenlange carrière in dienst van de republiek Venetië.

## Levensloop
Vendramin was een telg uit de gefortuneerde familie Vendramin uit Venetië. De schilder Titiaan zou later de familie portretteren, wat vandaag in de National Gallery in Londen staat. Andrea Vendramin en zijn broer Luca dreven in hun jonge jaren handel door gebruik te maken van de vloot van Venetië. De belangrijke relaties van hun familie in handelsposten in het oosten van de Middellandse Zee kwamen hen goed van pas. De belangrijkste handelspost voor de 2 broers was Alexandrië. Dat was in het begin van de 15e eeuw nog mogelijk voor de Venetianen, want de Ottomanen hadden Constantinopel nog niet ingenomen. Vendramin behoorde tot de rijkste personen in Venetië; zijn zes dochters waren, voorzien met kolossale bruidsschatten, gehuwd met machtige mannen uit Venetië.
Naast handelsactiviteiten was Vendramin ambassadeur in Rome, bij de Heilige Stoel, en mogelijks in andere ambassades ten dienste van de Venetiaanse Republiek. Op hogere leeftijd werd hij procurator van San Marco (1467). Na de dood van doge Pietro Mocenigo (1476) stelde Vendramin zich kandidaat voor het ambt van doge, het hoogste ambt in Venetië. De verkiezing liep warrig en de 83-jarige Vendramin geraakte slechts met een minimaal aantal stemmen verkozen.
De verkiezing tot staatshoofd of doge van Venetië was voor Vendramin de bekroning van jarenlange dienst. Hij toonde zich vrijgevig naar de bevolking. Hij liet aalmoezen uitdelen aan de armen en liet gevangenen vrij. Dit viel in goede aarde bij paus Sixtus IV. De paus beloonde Vendramin met een Gouden Roos. Zelf was Vendramin ondertussen zwaar ziek geworden. De vredesonderhandelingen met de Ottomanen liepen volop aan het einde van de tweede Ottomaans-Venetiaanse oorlog (1463–1479). Tijdens het bestuur van Vendramin dienden de Venetianen alvast de veraf gelegen steden Tanais en Soldana aan de Zee van Azov afgeven.  De citadel Feodosija, gelegen op de Krim in de Zwarte Zee op de handelsroute naar Tanais, dienden de Venetianen over te dragen aan rivaal Genua. Niet alleen veraf waren er problemen voor Venetië. Dichterbij, in Friuli, dreigde er een invasie van Ottomanen.
Vendramin stierf in 1478, na een regeerperiode van slechts 2 jaar. Zijn weduwe hertrouwde met broer Luca Vendramin.

## Graf

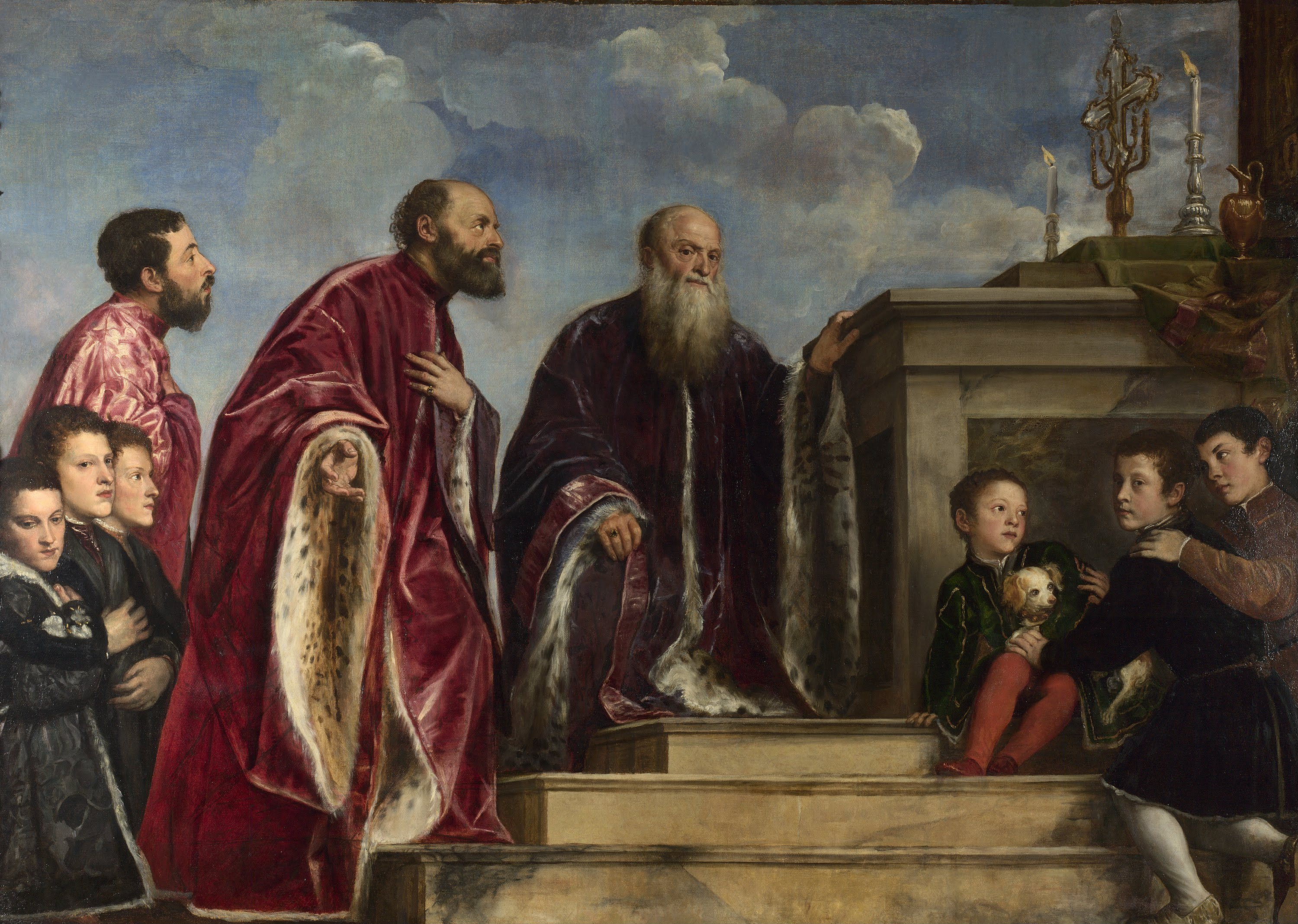
De latere familie Vendramin in de 16e eeuw, geschilderd door Titiaan

Het praalgraf van Vendramin werd opgebouwd in de kerk Santa Maria dei Servi. Na de afbraak van de kerk Santa Maria dei Servi (1815) verplaatsten de Venetianen het praalgraf naar de basiliek Santi Giovanni e Paolo, ook San Zanipolo genoemd. Hier is het graf vandaag te bezichtigen in Venetië.